# 17170 Vsevustinov
17170 Vsevustinov là một tiểu hành tinh vành đai chính với chu kỳ quỹ đạo là 1222.5983448 ngày (3.35 năm).
Nó được phát hiện ngày 14 tháng 7 năm 1999.